# Paćkowice
Paćkowice (ukr. Пацьковичі) – wieś w rejonie samborskim (wcześniej w rejonie starosamborskim) obwodu lwowskiego Ukrainy. Wieś liczy około 159 mieszkańców. Leży nad rzekami Wyrwa i Wiar. Podlega drozdowickiej silskiej radzie.
W 1921 r. liczyły około 458 mieszkańców. Przed II wojną światową należała do powiatu przemyskiego.

## Ważniejsze obiekty
- Cerkiew św. Andrzeja w Paćkowicach - cerkiew greckokatolicka